# Carlos Guerini
Carlos Alfredo Guerini Lacasia (Córdoba, 13 marzo 1949 – Madrid, 24 ottobre 2023) è stato un calciatore argentino, di ruolo attaccante.

## Carriera

### Club
Giocò nella massima serie argentina e spagnola.

### Nazionale
Vanta tre presenze e una rete con l'Argentina nelle qualificazioni al campionato mondiale di calcio 1974 - CONMEBOL.

## Palmarès

### Club

#### Competizioni nazionali
- Campionato spagnolo: 3

Real Madrid: 1975-1976, 1977-1978, 1978-1979